# Yoshimar Yotún
Víctor Yoshimar Yotún Flores (Callao, 7 de abril de 1990) es un futbolista peruano que juega como mediocentro y su equipo actual es el Sporting Cristal  de la Liga 1. Es internacional absoluto con la selección peruana desde 2011.
Con la selección peruana, tiene como preseas: la medalla de plata del subcampeonato conseguida en la Copa América Brasil 2019 y dos medallas de bronce en las ediciones de Argentina 2011 y Chile 2015. Es el tercer jugador con más presencias  con 128 partidos, ocupa también el puesto 49° de jugadores internacionales en actividad del mundo.

## Trayectoria

### Inicios
Yotún estudió en el Colegio  Miguel Ángel Buonarroti del distrito de La Victoria en Lima y su primer equipo de fútbol en integrarse fue la Academia Cantolao. Llegó a Sporting Cristal después de haber pasado por clubes como el Circolo Sportivo Italiano y el Deportivo Real, pero fue prestado al recién ascendido José Gálvez de Chimbote para la temporada 2008. 

### José Gálvez
Debutó de manera profesional el 5 de marzo de 2008 en el empate a un gol frente a Bolognesi, entrando al minuto 46 en reemplazo de Renzo Guevara. Su primer gol en primera división fue anotado en el triunfo por 1-0 ante el Atlético Minero en su segundo partido oficial, el 9 de marzo. Jugó su último partido con el José Gálvez FBC el 14 de diciembre de 2008 en el último encuentro de la temporada, que acabó empatado 2-2 en casa ante la Universidad San Martín. Al final de la temporada, Yotún acumuló 28 partidos y tres goles a su favor en el club de Chimbote, que finalizó en la novena posición del campeonato peruano. Al año siguiente llega al equipo celeste.

### Sporting Cristal (primera etapa)
En enero de 2009, Yotún regresó a Sporting Cristal para la temporada 2009, el 9 de mayo debutó con los Cerveceros en la derrota por 2:1 ante Melgar, ingresando en el segundo tiempo por Yancarlo Casas. Desde entonces se convirtió en un miembro importante del equipo, sobre todo en la temporada 2012, cuando aportó en la gran campaña de Cristal en la consecución de su decimosexto título nacional.

### Vasco da Gama
El 19 de enero de 2013, el club brasileño Vasco da Gama anunció de manera oficial la llegada de Yotún a préstamo por un año.
Debutó en el fútbol brasileño el 17 de marzo en la caída por 1-0 del Vascão contra el Volta Redonda. Tiempo después, se convirtió en titular indiscutible en la banda izquierda del Vasco; sin embargo, no pudo evitar el descenso del equipo a la Serie B al final de la temporada. Una vez culminado el préstamo, regresó a Sporting Cristal. En su travesía por tierras cariocas jugó con el ecuatoriano Carlos Tenorio el cual lo comparó con Roberto Carlos debido al estilo y forma física. Fue dirigido por Paulo Autori.

### Malmö FF
Después de conseguir un nuevo título para Sporting cristal, el club sueco Malmö FF anunció que habían contratado a Yotún en un contrato de tres años, con el club logró el bicampeonato del torneo sueco, además participó en la Liga de Campeones de la UEFA 2015-16 enfrentando al Real Madrid Club de Fútbol y París Saint-Germain Football Club.

### Orlando City
El 4 de agosto de 2017 su club, mediante un comunicado publicado en Twitter, dio a conocer la transferencia de Yoshimar Yotún al Orlando City, equipo de la Major League Soccer, por 3 años. Hizo su debut el 13 de agosto en una derrota por 3-1 ante los New York Red Bulls. El 28 de septiembre, Yotún anotó su primer gol con Orlando en la victoria por 6-1 sobre New England Revolution, partido en el que también registró dos asistencias. Yotún fue seleccionado como All-Star en 2018.

### Cruz Azul
Días después de que salieran a la luz diversos rumores de que llegaría a La Máquina, resultó que el club estaba en negociaciones con Orlando City Soccer Club para fichar al peruano. Finalmente, el 27 de diciembre de 2018; Cruz Azul, por medio de sus redes sociales, hizo oficial la contratación de Yotún rumbo al Clausura 2019. 
Debutó el 4 de enero en la jornada 1 contra Puebla. Entró de cambio en el minuto 72 por Adrián Aldrete.

### Sporting Cristal (Segunda etapa)
Luego de 8 años, Yoshimar volvió a vestir de celeste. El 7 de marzo de 2022 firmó un contrato que lo vincula al menos por 6 meses con opción de renovación al club bajopontino.

## Selección nacional

### Copa América 2011 y 2015

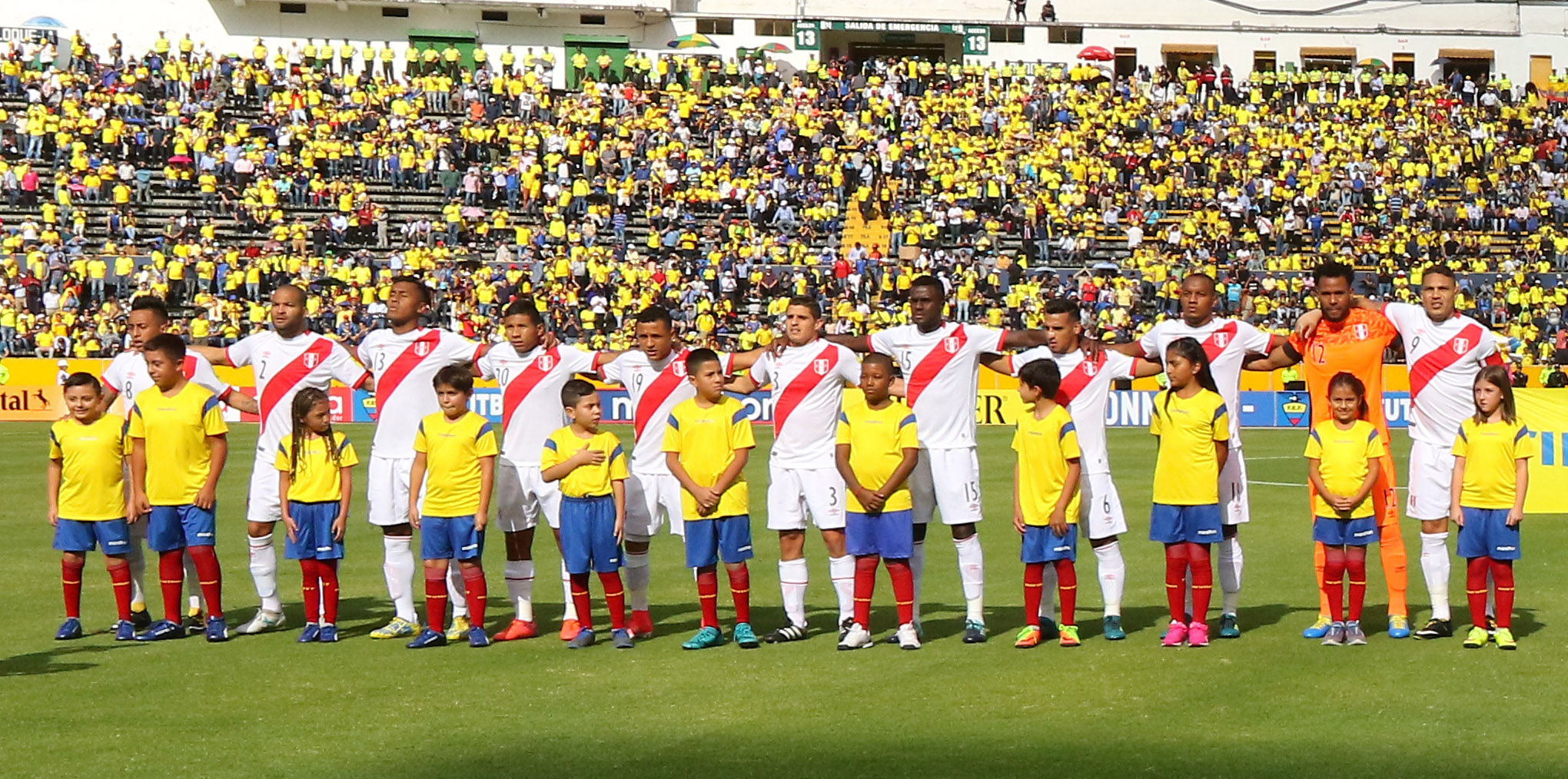
Yotún con la plantilla titular que alineó contra Ecuador en Quito, el partido terminó 2-1 a favor de Perú.

En el año 2011, Yotún fue convocado por primera vez a la selección de fútbol del Perú por Sergio Markarián para disputar la Copa Kirin de Japón. Posteriormente fue incluido en la escuadra nacional que realizó una buena campaña en la Copa América 2011 de Argentina. Desde entonces, ha sido considerado como titular indiscutible en la banda izquierda de la selección peruana.
Posteriormente, el entrenador de la Selección Peruana Ricardo Gareca lo convoca para la Copa América 2015 realizada en Chile. Perú finalizó en el 2.º puesto del Grupo C, que compartió con las selecciones de Brasil, Colombia y Venezuela donde jugó de volante y lateral izquierdo. En la fase de cuartos de final se enfrentó a la selección de Bolivia derrotándo 3-1 así consiguiendo la clasificación para las semifinales. En semifinales Perú fue eliminada por Chile al caer 2-1. Por el tercer lugar Perú derrotó 2-0 a Paraguay.

### Clasificación a Rusia 2018
Durante dicho certamen, Yotún fue cambiado de posición por primera vez: ya no era opción solo como lateral izquierdo, sino como integrante del mediocampo nacional; no obstante, durante la primera mitad de las clasificatorias para la Copa Mundial de Fútbol de 2018, siguió cubriendo el sector zurdo de la defensa. Con el pasar de las fechas, el equipo no mostraba mejoría alguna a pesar de, en muchas ocasiones, tener oportunidades claras para asegurar resultados provechosos para la causa nacional; es allí cuando aparece la Copa América Centenario de 2016, donde vuelve a ocupar el mediocampo al lado de Renato Tapia (consolidándose Miguel Trauco como lateral izquierdo) y donde el equipo llega hasta cuartos de final, siendo derrotados por la selección colombiana en tanda de penales. A partir de este torneo, la situación en las eliminatorias mejoró (gracias, fundamentalmente, al recambio general que experimentó el plantel de la selección peruana) y, finalmente, se consiguió un merecido cupo para el repechaje en Lima, nuevamente, ante el equipo cafetero.
El rival a enfrentar fue Nueva Zelanda, y Yotún estuvo presente en ambos partidos (en el primero como titula y en el segundo ingresando desde la banca). El primer encuentro fue un incómodo empate a cero en el Sky Stadium; el segundo, por su parte, fue jugado en Lima y coronó la tan ansiada clasificación a un Mundial por parte de Perú con un merecido 2 a 0. Luego de sendas presentaciones en amistosos, los cuales servían también como preparación para la justa mundialista que se avecinaba y entre los que se pueden destacar, por ejemplo, la victoria sobre Croacia por 2 a 0, la victoria sobre Islandia por 1 a 3 y la victoria sobre Arabia Saudita por 0 a 3, el debut mundialista fue ante la selección de Dinamarca. Este partido terminó con el marcador en contra de Perú por un gol a cero, a pesar de los esfuerzos peruanos por vencer la valla danesa. Posteriormente, el Perú se enfrentó contra Francia (derrota, nuevamente, por un gol a cero), y la única victoria peruana fue contra Australia (2 a 0), con lo que terminó tempranamente la participación de Perú en el Mundial de Rusia. Yotún estuvo presente en todos los partidos disputados.

### Copa América 2019
Al año siguiente, fue convocado para jugar la Copa América 2019 en Brasil, disputando nuevamente todos los partidos del torneo y marcando un gol ante la selección chilena en semifinales, culminando la participación peruana en un subcampeonato. Fue llamado, además, a participar de las clasificatorias para la Copa Mundial de Fútbol de 2022, comenzando dicho proceso de manera errática y desordenada y recién obteniendo su primera victoria (ante Ecuador) luego de varios resultados infructuosos. Durante esta etapa, quedó demostrada la importancia que tenía Yotún para con el equipo, siendo que, y tal como se afirmaba desde hacía ya tiempo atrás, «si Yotún juega bien, Perú juega bien». Las eliminatorias se vieron interrumpidas por la realización de la Copa América 2021, donde Perú debutó ante Brasil (siendo vapuleado por 4 goles a cero) y consiguió, en su segundo partido, un triunfo ante Colombia por dos goles a uno, acabando con una sequía de victorias ante dicha selección que ya llevaba diez años. Durante este partido, además, Yotún alcanzó los 100 partidos con su selección.
| \| Fecha \| Ciudad \| Local \| Resultado \| Visitante \| Competencia \| Goles \| \| \| ----------------------- \| ---------------- \| ----------------- \| ----------- \| ----------------- \| ------------------------------ \| ----- \| \| \| 07-02-2011 \| Moquegua \| Perú \| 1:0 \| Panamá \| Amistoso \| \| \| \| 31-05-2011 \| Niigata \| Japón \| 0:0 \| Perú \| Copa Kirin 2011 \| \| \| \| 03-06-2011 \| Lima \| Perú \| 0:0 \| República Checa \| Copa Kirin \| \| \| \| 28-06-2011 \| Lima \| Perú \| 1:0 \| Senegal \| Amistoso \| \| \| \| 04-07-2011 \| San Juan \| Uruguay \| 1:1 \| Perú \| Copa América 2011 \| \| \| \| 08-07-2011 \| Mendoza \| México \| 0:1 \| Perú \| Copa América 2011 \| \| \| \| 16-07-2011 \| Córdoba \| Colombia \| 0:2 \| Perú \| Copa América 2011 \| \| \| \| 19-07-2011 \| La Plata \| Perú \| 0:2 \| Uruguay \| Copa América 2011 \| \| \| \| 23-07-2011 \| La Plata \| Perú \| 4:1 \| Venezuela \| Copa América 2011 \| \| \| \| 02-09-2011 \| Lima \| Perú \| 2: 2 \| Bolivia \| Amistoso \| \| \| \| 05-09-2011 \| La Paz \| Bolivia \| 0:0 \| Perú \| Amistoso \| \| \| \| 07-10-2011 \| Lima \| Perú \| 2:0 \| Paraguay \| Clasificación Mundial 2014 \| \| \| \| 11-10-2011 \| Santiago \| Chile \| 4:2 \| Perú \| Clasificación Mundial 2014 \| \| \| \| 29-02-2012 \| Túnez \| Túnez \| 1:1 \| Perú \| Amistoso \| \| \| \| 21-03-2012 \| Arica \| Chile \| 3:1 \| Perú \| Copa del Pacífico 2012 \| \| \| \| 11-04-2012 \| Tacna \| Perú \| 0:3 \| Chile \| Copa del Pacífico 2012 \| \| \| \| 23-05-2012 \| Lima \| Perú \| 1:0 \| Nigeria \| Amistoso \| 0 \| \| \| 03-06-2012 \| Lima \| Perú \| 0:1 \| Colombia \| Clasificación Mundial 2014 \| \| \| \| 10-06-2012 \| Montevideo \| Uruguay \| 4:2 \| Perú \| Clasificación Mundial 2014 \| \| \| \| 15-08-2012 \| San José \| Costa Rica \| 0:1 \| Perú \| Amistoso \| \| \| \| 07-09-2012 \| Lima \| Perú \| 2:1 \| Venezuela \| Clasificación Mundial 2014 \| \| \| \| 11-09-2012 \| Lima \| Perú \| 1:1 \| Argentina \| Clasificación Mundial 2014 \| \| \| \| 16-10-2012 \| Asunción \| Paraguay \| 1:0 \| Perú \| Clasificación Mundial 2014 \| \| \| \| 14-11-2012 \| Houston \| Honduras \| 0:0 \| Perú \| Amistoso \| \| \| \| 06-02-2013 \| Couva \| Trinidad y Tobago \| 0:2 \| Perú \| Amistoso \| \| \| \| 22-03-2013 \| Lima \| Perú \| 1:0 \| Chile \| Clasificación Mundial 2014 \| \| \| \| 26-03-2013 \| Lima \| Perú \| 3:0 \| Trinidad y Tobago \| Amistoso \| \| \| \| 07-06-2013 \| Lima \| Perú \| 1:0 \| Ecuador \| Clasificación Mundial 2014 \| \| \| \| 11-06-2013 \| Barranquilla \| Colombia \| 2:0 \| Perú \| Clasificación Mundial 2014 \| \| \| \| 14-08-2013 \| Suwon \| Corea del Sur \| 0:0 \| Perú \| Amistoso \| \| \| \| 06-09-2013 \| Lima \| Perú \| 1:2 \| Uruguay \| Clasificación Mundial 2014 \| \| \| \| 15-10-2013 \| Lima \| Perú \| 1:1 \| Bolivia \| Clasificación Mundial 2014 \| \| \| \| 30-05-2014 \| Londres \| Inglaterra \| 3:0 \| Perú \| Amistoso \| \| \| \| 03-06-2014 \| Lucerna \| Suiza \| 2:0 \| Perú \| Amistoso \| \| \| \| 06-08-2014 \| Lima \| Perú \| 3:0 \| Panamá \| Amistoso \| \| \| \| 05-09-2014 \| Dubái \| Irak \| 0:2 \| Perú \| Amistoso \| \| \| \| 09-09-2014 \| Doha \| Catar \| 0:2 \| Perú \| Amistoso \| \| \| \| 10-10-2014 \| Valparaíso \| Chile \| 3:0 \| Perú \| Amistoso \| \| \| \| 14-10-2014 \| Lima \| Perú \| 1:0 \| Guatemala \| Amistoso \| \| \| \| 14-11-2014 \| Luque \| Paraguay \| 2:1 \| Perú \| Amistoso \| \| \| \| 14-06-2015 \| Temuco \| Brasil \| 2:1 \| Perú \| Copa América 2015 \| \| \| \| 18-06-2015 \| Valparaíso \| Venezuela \| 0:1 \| Perú \| Copa América 2015 \| \| \| \| 21-06-2015 \| Temuco \| Colombia \| 0:0 \| Perú \| Copa América 2015 \| \| \| \| 25-06-2015 \| Temuco \| Bolivia \| 0:3 \| Perú \| Copa América 2015 \| \| \| \| 29-06-2015 \| Santiago \| Chile \| 2:0 \| Perú \| Copa América 2015 \| \| \| \| 03-07-2015 \| Concepción \| Paraguay \| 0:2 \| Perú \| Copa América 2015 \| \| \| \| 04-09-2015 \| Washington D. C. \| Estados Unidos \| 2:1 \| Perú \| Amistoso \| \| \| \| 08-09-2015 \| Nueva Jersey \| Colombia \| 1:1 \| Perú \| Amistoso \| \| \| \| 13-10-2015 \| Lima \| Perú \| 3:4 \| Chile \| Clasificación Mundial 2018 \| \| \| \| 12-11-2015 \| Lima \| Perú \| 1:0 \| Paraguay \| Clasificación Mundial 2018 \| \| \| \| 17-11-2015 \| Bahía \| Brasil \| 3:0 \| Perú \| Clasificación Mundial 2018 \| \| \| \| 29-03-2016 \| Montevideo \| Uruguay \| 1:0 \| Perú \| Clasificación Mundial 2018 \| \| \| \| 23-05-2016 \| Lima \| Perú \| 4:0 \| Trinidad y Tobago \| Amistoso \| \| \| \| 28-05-2016 \| Washington D. C. \| Perú \| 3:1 \| El Salvador \| Amistoso \| \| \| \| 04-06-2016 \| Seattle \| Haití \| 0:1 \| Perú \| Copa América Centenario \| \| \| \| 08-06-2016 \| Glendale \| Ecuador \| 2:2 \| Perú \| Copa América Centenario \| \| \| \| 12-06-2016 \| Foxborough \| Brasil \| 0:1 \| Perú \| Copa América Centenario \| \| \| \| 06-09-2016 \| Lima \| Perú \| 2:1 \| Ecuador \| Clasificación Mundial 2018 \| \| \| \| 06-10-2016 \| Lima \| Perú \| 2:2 \| Argentina \| Clasificación Mundial 2018 \| \| \| \| 10-11-2016 \| Asunción \| Paraguay \| 1:4 \| Perú \| Clasificación Mundial 2018 \| \| \| \| 15-11-2016 \| Lima \| Perú \| 0:2 \| Brasil \| Clasificación Mundial 2018 \| \| \| \| 23-03-2017 \| Maturín \| Venezuela \| 2:2 \| Perú \| Clasificación Mundial 2018 \| \| \| \| 28-03-2017 \| Lima \| Perú \| 2:1 \| Uruguay \| Clasificación Mundial 2018 \| \| \| \| 08-06-2017 \| Trujillo \| Perú \| 1:0 \| Paraguay \| Amistoso \| \| \| \| 13-06-2017 \| Arequipa \| Perú \| 3:1 \| Jamaica \| Amistoso \| \| \| \| 05-09-2017 \| Quito \| Ecuador \| 1:2 \| Perú \| Clasificación Mundial 2018 \| \| \| \| 05-10-2017 \| Buenos Aires \| Argentina \| 0:0 \| Perú \| Clasificación Mundial 2018 \| \| \| \| 10-10-2017 \| Lima \| Perú \| 1:1 \| Colombia \| Clasificación Mundial 2018 \| \| \| \| 11-11-2017 \| Wellington \| Nueva Zelanda \| 0:0 \| Perú \| Repesca Mundial 2018 \| \| \| \| 15-11-2017 \| Lima \| Perú \| 2:0 \| Nueva Zelanda \| Repesca Mundial 2018 \| \| \| \| 23-03-2018 \| Miami \| Perú \| 2:0 \| Croacia \| Amistoso \| \| \| \| 29-05-2018 \| Lima \| Perú \| 2:0 \| Escocia \| Amistoso \| \| \| \| 03-06-2018 \| San Galo \| Arabia Saudita \| 0:3 \| Perú \| Amistoso \| \| \| \| 09-06-2018 \| Gotemburgo \| Suecia \| 0:0 \| Perú \| Amistoso \| \| \| \| 16-06-2018 \| Saransk \| Perú \| 0:1 \| Dinamarca \| Copa Mundial de Fútbol de 2018 \| \| \| \| 21-06-2018 \| Ekaterimburgo \| Francia \| 1:0 \| Perú \| Copa Mundial de Fútbol de 2018 \| \| \| \| 26-06-2018 \| Sochi \| Australia \| 0:2 \| Perú \| Copa Mundial de Fútbol de 2018 \| \| \| \| 06-09-2018 \| Ámsterdam \| Países Bajos \| 2:1 \| Perú \| Amistoso \| \| \| \| 09-09-2018 \| Sinsheim \| Alemania \| 2:1 \| Perú \| Amistoso \| \| \| \| 12-10-2018 \| Miami \| Perú \| 3:0 \| Chile \| Amistoso \| \| \| \| 17-10-2018 \| Connecticut \| Estados Unidos \| 1:1 \| Perú \| Amistoso \| \| \| \| 15 de noviembre de 2018 \| Lima \| Perú \| 0:2 \| Ecuador \| Amistoso \| \| \| \| 20 de noviembre de 2018 \| Arequipa \| Perú \| 2:3 \| Costa Rica \| Amistoso \| \| \| \| 22 de marzo de 2019 \| Nueva Jersey \| Perú \| 1:0 \| Paraguay \| Amistoso \| \| \| \| 26-03-2019 \| Washington D. C. \| Perú \| 0:2 \| El Salvador \| Amistoso \| \| \| \| 09-06-2019 \| Lima \| Perú \| 3:0 \| Colombia \| Amistoso \| \| \| \| 15-06-2019 \| São Paulo \| Venezuela \| 0:0 \| Perú \| Copa América 2019 \| \| \| \| 18-06-2019 \| Río de Janeiro \| Bolivia \| 1:3 \| Perú \| Copa América 2019 \| \| \| \| 22-06-2019 \| São Paulo \| Perú \| 0:5 \| Brasil \| Copa América 2019 \| \| \| \| 29-06-2019 \| Salvador \| Uruguay \| 0:0 \| Perú \| Copa América 2019 \| \| \| \| 03-07-2019 \| Porto Alegre \| Chile \| 0:3 \| Perú \| Copa América 2019 \| \| \| \| 07-07-2019 \| Río de Janeiro \| Brasil \| 1:3 \| Perú \| Copa América 2019 \| \| \| \| 10-09-2019 \| Los Ángeles \| Brasil \| 0:1 \| Perú \| Amistoso \| \| \| \| 08-10-2020 \| Asunción \| Paraguay \| 2:2 \| Perú \| Clasificación Mundial 2022 \| \| \| \| 13-10-2020 \| Lima \| Perú \| 2:4 \| Brasil \| Clasificación Mundial 2022 \| \| \| \| 13-11-2020 \| Santiago \| Chile \| 2:0 \| Perú \| Clasificación Mundial 2022 \| \| \| \| 17-11-2020 \| Lima \| Perú \| 0:2 \| Argentina \| Clasificación Mundial 2022 \| \| \| \| 03-06-2021 \| Lima \| Perú \| 0:3 \| Colombia \| Clasificación Mundial 2022 \| \| \| \| 08-06-2021 \| Quito \| Ecuador \| 1:2 \| Perú \| Clasificación Mundial 2022 \| \| \| \| 17-06-2021 \| Río de Janeiro \| Brasil \| 4:0 \| Perú \| Copa América 2021 \| \| \| \| 20-06-2021 \| Goiânia \| Colombia \| 1:2 \| Perú \| Copa América 2021 \| \| \| \| 23-06-2021 \| Goiânia \| Ecuador \| 2:2 \| Perú \| Copa América 2021 \| \| \| \| 02-07-2021 \| Goiânia \| Perú \| 3 (4):(3) 3 \| Paraguay \| Copa América 2021 \| \| \| \| 06-07-2021 \| Río de Janeiro \| Brasil \| 1:0 \| Perú \| Copa América 2021 \| \| \| \| 02-07-2021 \| Brasilia \| Colombia \| 3:2 \| Perú \| Copa América 2021 \| \| \| \| 02-09-2021 \| Lima \| Perú \| 1:1 \| Uruguay \| Clasificación Mundial 2022 \| \| \| \| 05-09-2021 \| Lima \| Perú \| 1:0 \| Venezuela \| Clasificación Mundial 2022 \| \| \| \| 09-09-2021 \| Recife \| Brasil \| 2:0 \| Perú \| Clasificación Mundial 2022 \| \| \| \| 07-10-2021 \| Lima \| Perú \| 2:0 \| Chile \| Clasificación Mundial 2022 \| \| \| \| 10-10-2021 \| La Paz \| Bolivia \| 1:0 \| Perú \| Clasificación Mundial 2022 \| \| \| \| 05-09-2021 \| Buenos Aires \| Argentina \| 1:0 \| Perú \| Clasificación Mundial 2022 \| \| \| \| 16-11-2021 \| Caracas \| Venezuela \| 1:2 \| Perú \| Clasificación Mundial 2022 \| \| \| \| 20-01-2022 \| Lima \| Perú \| 3:0 \| Jamaica \| Amistoso \| \| \| \| 28-01-2022 \| Barranquilla \| Colombia \| 0:1 \| Perú \| Clasificación Mundial 2022 \| \| \| \| 01-02-2022 \| Lima \| Perú \| 1:1 \| Ecuador \| Clasificación Mundial 2022 \| \| \| \| 24-03-2022 \| Montevideo \| Uruguay \| 1:0 \| Perú \| Clasificación Mundial 2022 \| \| \| \| 02-07-2021 \| Lima \| Perú \| 2:0 \| Paraguay \| Clasificación Mundial 2022 \| \| \| \| 05-06-2022 \| Barcelona \| Perú \| 1:0 \| Nueva Zelanda \| Amistoso \| \| \| \| 25-03-2023 \| Mainz \| Alemania \| 2:0 \| Perú \| Amistoso \| \| \| \| 28-03-2023 \| Madrid \| Marruecos \| 0:0 \| Perú \| Amistoso \| \| \| \| 16-06-2023 \| Busan \| Corea del Sur \| 0:1 \| Perú \| Amistoso \| \| \| \| 20-06-2023 \| Osaka \| Japón \| 4:1 \| Perú \| Amistoso \| \| \| \| 07-09-2023 \| Ciudad del Este \| Paraguay \| 0:0 \| Perú \| Clasificación Mundial 2026 \| \| \| \| 12-09-2023 \| Lima \| Perú \| 0:1 \| Brasil \| Clasificación Mundial 2026 \| \| \| \| 12-10-2023 \| Santiago \| Chile \| 2:0 \| Perú \| Clasificación Mundial 2026 \| \| \| \| 17-10-2023 \| Lima \| Perú \| 0:2 \| Argentina \| Clasificación Mundial 2026 \| \| \| \| 16-11-2023 \| La Paz \| Bolivia \| 2:0 \| Perú \| Clasificación Mundial 2026 \| \| \| \| 21-11-2023 \| Lima \| Perú \| 1:1 \| Venezuela \| Clasificación Mundial 2026 \| \| \| \| Total \| \| Presencias \| 127 \| \| Goles \| 8 \| \| |                  |                   |             |                   |                                |       |  |
| Fecha | Ciudad           | Local             | Resultado   | Visitante         | Competencia                    | Goles |  |
| 07-02-2011 | Moquegua         | Perú              | 1:0         | Panamá            | Amistoso                       |       |  |
| 31-05-2011 | Niigata          | Japón             | 0:0         | Perú              | Copa Kirin 2011                |       |  |
| 03-06-2011 | Lima             | Perú              | 0:0         | República Checa   | Copa Kirin                     |       |  |
| 28-06-2011 | Lima             | Perú              | 1:0         | Senegal           | Amistoso                       |       |  |
| 04-07-2011 | San Juan         | Uruguay           | 1:1         | Perú              | Copa América 2011              |       |  |
| 08-07-2011 | Mendoza          | México            | 0:1         | Perú              | Copa América 2011              |       |  |
| 16-07-2011 | Córdoba          | Colombia          | 0:2         | Perú              | Copa América 2011              |       |  |
| 19-07-2011 | La Plata         | Perú              | 0:2         | Uruguay           | Copa América 2011              |       |  |
| 23-07-2011 | La Plata         | Perú              | 4:1         | Venezuela         | Copa América 2011              |       |  |
| 02-09-2011 | Lima             | Perú              | 2: 2        | Bolivia           | Amistoso                       |       |  |
| 05-09-2011 | La Paz           | Bolivia           | 0:0         | Perú              | Amistoso                       |       |  |
| 07-10-2011 | Lima             | Perú              | 2:0         | Paraguay          | Clasificación Mundial 2014     |       |  |
| 11-10-2011 | Santiago         | Chile             | 4:2         | Perú              | Clasificación Mundial 2014     |       |  |
| 29-02-2012 | Túnez            | Túnez             | 1:1         | Perú              | Amistoso                       |       |  |
| 21-03-2012 | Arica            | Chile             | 3:1         | Perú              | Copa del Pacífico 2012         |       |  |
| 11-04-2012 | Tacna            | Perú              | 0:3         | Chile             | Copa del Pacífico 2012         |       |  |
| 23-05-2012 | Lima             | Perú              | 1:0         | Nigeria           | Amistoso                       | 0     |  |
| 03-06-2012 | Lima             | Perú              | 0:1         | Colombia          | Clasificación Mundial 2014     |       |  |
| 10-06-2012 | Montevideo       | Uruguay           | 4:2         | Perú              | Clasificación Mundial 2014     |       |  |
| 15-08-2012 | San José         | Costa Rica        | 0:1         | Perú              | Amistoso                       |       |  |
| 07-09-2012 | Lima             | Perú              | 2:1         | Venezuela         | Clasificación Mundial 2014     |       |  |
| 11-09-2012 | Lima             | Perú              | 1:1         | Argentina         | Clasificación Mundial 2014     |       |  |
| 16-10-2012 | Asunción         | Paraguay          | 1:0         | Perú              | Clasificación Mundial 2014     |       |  |
| 14-11-2012 | Houston          | Honduras          | 0:0         | Perú              | Amistoso                       |       |  |
| 06-02-2013 | Couva            | Trinidad y Tobago | 0:2         | Perú              | Amistoso                       |       |  |
| 22-03-2013 | Lima             | Perú              | 1:0         | Chile             | Clasificación Mundial 2014     |       |  |
| 26-03-2013 | Lima             | Perú              | 3:0         | Trinidad y Tobago | Amistoso                       |       |  |
| 07-06-2013 | Lima             | Perú              | 1:0         | Ecuador           | Clasificación Mundial 2014     |       |  |
| 11-06-2013 | Barranquilla     | Colombia          | 2:0         | Perú              | Clasificación Mundial 2014     |       |  |
| 14-08-2013 | Suwon            | Corea del Sur     | 0:0         | Perú              | Amistoso                       |       |  |
| 06-09-2013 | Lima             | Perú              | 1:2         | Uruguay           | Clasificación Mundial 2014     |       |  |
| 15-10-2013 | Lima             | Perú              | 1:1         | Bolivia           | Clasificación Mundial 2014     |       |  |
| 30-05-2014 | Londres          | Inglaterra        | 3:0         | Perú              | Amistoso                       |       |  |
| 03-06-2014 | Lucerna          | Suiza             | 2:0         | Perú              | Amistoso                       |       |  |
| 06-08-2014 | Lima             | Perú              | 3:0         | Panamá            | Amistoso                       |       |  |
| 05-09-2014 | Dubái            | Irak              | 0:2         | Perú              | Amistoso                       |       |  |
| 09-09-2014 | Doha             | Catar             | 0:2         | Perú              | Amistoso                       |       |  |
| 10-10-2014 | Valparaíso       | Chile             | 3:0         | Perú              | Amistoso                       |       |  |
| 14-10-2014 | Lima             | Perú              | 1:0         | Guatemala         | Amistoso                       |       |  |
| 14-11-2014 | Luque            | Paraguay          | 2:1         | Perú              | Amistoso                       |       |  |
| 14-06-2015 | Temuco           | Brasil            | 2:1         | Perú              | Copa América 2015              |       |  |
| 18-06-2015 | Valparaíso       | Venezuela         | 0:1         | Perú              | Copa América 2015              |       |  |
| 21-06-2015 | Temuco           | Colombia          | 0:0         | Perú              | Copa América 2015              |       |  |
| 25-06-2015 | Temuco           | Bolivia           | 0:3         | Perú              | Copa América 2015              |       |  |
| 29-06-2015 | Santiago         | Chile             | 2:0         | Perú              | Copa América 2015              |       |  |
| 03-07-2015 | Concepción       | Paraguay          | 0:2         | Perú              | Copa América 2015              |       |  |
| 04-09-2015 | Washington D. C. | Estados Unidos    | 2:1         | Perú              | Amistoso                       |       |  |
| 08-09-2015 | Nueva Jersey     | Colombia          | 1:1         | Perú              | Amistoso                       |       |  |
| 13-10-2015 | Lima             | Perú              | 3:4         | Chile             | Clasificación Mundial 2018     |       |  |
| 12-11-2015 | Lima             | Perú              | 1:0         | Paraguay          | Clasificación Mundial 2018     |       |  |
| 17-11-2015 | Bahía            | Brasil            | 3:0         | Perú              | Clasificación Mundial 2018     |       |  |
| 29-03-2016 | Montevideo       | Uruguay           | 1:0         | Perú              | Clasificación Mundial 2018     |       |  |
| 23-05-2016 | Lima             | Perú              | 4:0         | Trinidad y Tobago | Amistoso                       |       |  |
| 28-05-2016 | Washington D. C. | Perú              | 3:1         | El Salvador       | Amistoso                       |       |  |
| 04-06-2016 | Seattle          | Haití             | 0:1         | Perú              | Copa América Centenario        |       |  |
| 08-06-2016 | Glendale         | Ecuador           | 2:2         | Perú              | Copa América Centenario        |       |  |
| 12-06-2016 | Foxborough       | Brasil            | 0:1         | Perú              | Copa América Centenario        |       |  |
| 06-09-2016 | Lima             | Perú              | 2:1         | Ecuador           | Clasificación Mundial 2018     |       |  |
| 06-10-2016 | Lima             | Perú              | 2:2         | Argentina         | Clasificación Mundial 2018     |       |  |
| 10-11-2016 | Asunción         | Paraguay          | 1:4         | Perú              | Clasificación Mundial 2018     |       |  |
| 15-11-2016 | Lima             | Perú              | 0:2         | Brasil            | Clasificación Mundial 2018     |       |  |
| 23-03-2017 | Maturín          | Venezuela         | 2:2         | Perú              | Clasificación Mundial 2018     |       |  |
| 28-03-2017 | Lima             | Perú              | 2:1         | Uruguay           | Clasificación Mundial 2018     |       |  |
| 08-06-2017 | Trujillo         | Perú              | 1:0         | Paraguay          | Amistoso                       |       |  |
| 13-06-2017 | Arequipa         | Perú              | 3:1         | Jamaica           | Amistoso                       |       |  |
| 05-09-2017 | Quito            | Ecuador           | 1:2         | Perú              | Clasificación Mundial 2018     |       |  |
| 05-10-2017 | Buenos Aires     | Argentina         | 0:0         | Perú              | Clasificación Mundial 2018     |       |  |
| 10-10-2017 | Lima             | Perú              | 1:1         | Colombia          | Clasificación Mundial 2018     |       |  |
| 11-11-2017 | Wellington       | Nueva Zelanda     | 0:0         | Perú              | Repesca Mundial 2018           |       |  |
| 15-11-2017 | Lima             | Perú              | 2:0         | Nueva Zelanda     | Repesca Mundial 2018           |       |  |
| 23-03-2018 | Miami            | Perú              | 2:0         | Croacia           | Amistoso                       |       |  |
| 29-05-2018 | Lima             | Perú              | 2:0         | Escocia           | Amistoso                       |       |  |
| 03-06-2018 | San Galo         | Arabia Saudita    | 0:3         | Perú              | Amistoso                       |       |  |
| 09-06-2018 | Gotemburgo       | Suecia            | 0:0         | Perú              | Amistoso                       |       |  |
| 16-06-2018 | Saransk          | Perú              | 0:1         | Dinamarca         | Copa Mundial de Fútbol de 2018 |       |  |
| 21-06-2018 | Ekaterimburgo    | Francia           | 1:0         | Perú              | Copa Mundial de Fútbol de 2018 |       |  |
| 26-06-2018 | Sochi            | Australia         | 0:2         | Perú              | Copa Mundial de Fútbol de 2018 |       |  |
| 06-09-2018 | Ámsterdam        | Países Bajos      | 2:1         | Perú              | Amistoso                       |       |  |
| 09-09-2018 | Sinsheim         | Alemania          | 2:1         | Perú              | Amistoso                       |       |  |
| 12-10-2018 | Miami            | Perú              | 3:0         | Chile             | Amistoso                       |       |  |
| 17-10-2018 | Connecticut      | Estados Unidos    | 1:1         | Perú              | Amistoso                       |       |  |
| 15 de noviembre de 2018 | Lima             | Perú              | 0:2         | Ecuador           | Amistoso                       |       |  |
| 20 de noviembre de 2018 | Arequipa         | Perú              | 2:3         | Costa Rica        | Amistoso                       |       |  |
| 22 de marzo de 2019 | Nueva Jersey     | Perú              | 1:0         | Paraguay          | Amistoso                       |       |  |
| 26-03-2019 | Washington D. C. | Perú              | 0:2         | El Salvador       | Amistoso                       |       |  |
| 09-06-2019 | Lima             | Perú              | 3:0         | Colombia          | Amistoso                       |       |  |
| 15-06-2019 | São Paulo        | Venezuela         | 0:0         | Perú              | Copa América 2019              |       |  |
| 18-06-2019 | Río de Janeiro   | Bolivia           | 1:3         | Perú              | Copa América 2019              |       |  |
| 22-06-2019 | São Paulo        | Perú              | 0:5         | Brasil            | Copa América 2019              |       |  |
| 29-06-2019 | Salvador         | Uruguay           | 0:0         | Perú              | Copa América 2019              |       |  |
| 03-07-2019 | Porto Alegre     | Chile             | 0:3         | Perú              | Copa América 2019              |       |  |
| 07-07-2019 | Río de Janeiro   | Brasil            | 1:3         | Perú              | Copa América 2019              |       |  |
| 10-09-2019 | Los Ángeles      | Brasil            | 0:1         | Perú              | Amistoso                       |       |  |
| 08-10-2020 | Asunción         | Paraguay          | 2:2         | Perú              | Clasificación Mundial 2022     |       |  |
| 13-10-2020 | Lima             | Perú              | 2:4         | Brasil            | Clasificación Mundial 2022     |       |  |
| 13-11-2020 | Santiago         | Chile             | 2:0         | Perú              | Clasificación Mundial 2022     |       |  |
| 17-11-2020 | Lima             | Perú              | 0:2         | Argentina         | Clasificación Mundial 2022     |       |  |
| 03-06-2021 | Lima             | Perú              | 0:3         | Colombia          | Clasificación Mundial 2022     |       |  |
| 08-06-2021 | Quito            | Ecuador           | 1:2         | Perú              | Clasificación Mundial 2022     |       |  |
| 17-06-2021 | Río de Janeiro   | Brasil            | 4:0         | Perú              | Copa América 2021              |       |  |
| 20-06-2021 | Goiânia          | Colombia          | 1:2         | Perú              | Copa América 2021              |       |  |
| 23-06-2021 | Goiânia          | Ecuador           | 2:2         | Perú              | Copa América 2021              |       |  |
| 02-07-2021 | Goiânia          | Perú              | 3 (4):(3) 3 | Paraguay          | Copa América 2021              |       |  |
| 06-07-2021 | Río de Janeiro   | Brasil            | 1:0         | Perú              | Copa América 2021              |       |  |
| 02-07-2021 | Brasilia         | Colombia          | 3:2         | Perú              | Copa América 2021              |       |  |
| 02-09-2021 | Lima             | Perú              | 1:1         | Uruguay           | Clasificación Mundial 2022     |       |  |
| 05-09-2021 | Lima             | Perú              | 1:0         | Venezuela         | Clasificación Mundial 2022     |       |  |
| 09-09-2021 | Recife           | Brasil            | 2:0         | Perú              | Clasificación Mundial 2022     |       |  |
| 07-10-2021 | Lima             | Perú              | 2:0         | Chile             | Clasificación Mundial 2022     |       |  |
| 10-10-2021 | La Paz           | Bolivia           | 1:0         | Perú              | Clasificación Mundial 2022     |       |  |
| 05-09-2021 | Buenos Aires     | Argentina         | 1:0         | Perú              | Clasificación Mundial 2022     |       |  |
| 16-11-2021 | Caracas          | Venezuela         | 1:2         | Perú              | Clasificación Mundial 2022     |       |  |
| 20-01-2022 | Lima             | Perú              | 3:0         | Jamaica           | Amistoso                       |       |  |
| 28-01-2022 | Barranquilla     | Colombia          | 0:1         | Perú              | Clasificación Mundial 2022     |       |  |
| 01-02-2022 | Lima             | Perú              | 1:1         | Ecuador           | Clasificación Mundial 2022     |       |  |
| 24-03-2022 | Montevideo       | Uruguay           | 1:0         | Perú              | Clasificación Mundial 2022     |       |  |
| 02-07-2021 | Lima             | Perú              | 2:0         | Paraguay          | Clasificación Mundial 2022     |       |  |
| 05-06-2022 | Barcelona        | Perú              | 1:0         | Nueva Zelanda     | Amistoso                       |       |  |
| 25-03-2023 | Mainz            | Alemania          | 2:0         | Perú              | Amistoso                       |       |  |
| 28-03-2023 | Madrid           | Marruecos         | 0:0         | Perú              | Amistoso                       |       |  |
| 16-06-2023 | Busan            | Corea del Sur     | 0:1         | Perú              | Amistoso                       |       |  |
| 20-06-2023 | Osaka            | Japón             | 4:1         | Perú              | Amistoso                       |       |  |
| 07-09-2023 | Ciudad del Este  | Paraguay          | 0:0         | Perú              | Clasificación Mundial 2026     |       |  |
| 12-09-2023 | Lima             | Perú              | 0:1         | Brasil            | Clasificación Mundial 2026     |       |  |
| 12-10-2023 | Santiago         | Chile             | 2:0         | Perú              | Clasificación Mundial 2026     |       |  |
| 17-10-2023 | Lima             | Perú              | 0:2         | Argentina         | Clasificación Mundial 2026     |       |  |
| 16-11-2023 | La Paz           | Bolivia           | 2:0         | Perú              | Clasificación Mundial 2026     |       |  |
| 21-11-2023 | Lima             | Perú              | 1:1         | Venezuela         | Clasificación Mundial 2026     |       |  |
| Total |                  | Presencias        | 127         |                   | Goles                          | 8     |  |

### Participaciones en Copas del Mundo
| Mundial           | Sede  | Resultado      | Partidos | Goles | Asist. |
| ----------------- | ----- | -------------- | -------- | ----- | ------ |
| Copa Mundial 2018 | Rusia | Fase de grupos | 3        | 0     | 0      |
| Total             | Total | Total          | 3        | 0     | 0      |

### Participaciones en Copa América
| Torneo                  | Sede           | Resultado        | Partidos | Goles | Asist. |
| ----------------------- | -------------- | ---------------- | -------- | ----- | ------ |
| Copa América 2011       | Argentina      | Tercer Lugar     | 5        | 0     | 2      |
| Copa América 2015       | Chile          | Tercer Lugar     | 6        | 0     | 5      |
| Copa América Centenario | Estados Unidos | Cuartos de final | 3        | 0     | 3      |
| Copa América 2019       | Brasil         | Subcampeón       | 6        | 1     | 0      |
| Copa América 2021       | Brasil         | Cuarto Lugar     | 7        | 2     | 0      |
| Total                   | Total          | Total            | 27       | 3     | 10     |

### Participaciones en Clasificatorias a Copas del Mundo
| Eliminatorias                 | Sede       | Selección | Resultado    | Partidos | Goles | Asist. |
| ----------------------------- | ---------- | --------- | ------------ | -------- | ----- | ------ |
| Eliminatorias Mundial de 2014 | Sudamérica | Perú      | 7.º lugar    | 12       | 1     | 1      |
| Eliminatorias Mundial de 2018 | Sudamérica | Perú      | 5.º lugar    | 15       | 0     | 4      |
| Eliminatorias Mundial de 2022 | Sudamérica | Perú      | 5.º lugar    | 17       | 1     | 0      |
| Eliminatorias Mundial de 2026 | Sudamérica | Perú      | Por disputar | 6        | 1     | 0      |
| Total                         | Total      | Total     | Total        | 50       | 3     | 5      |

## Estadísticas

### Clubes
| Club | Temporada     | Liga  | Liga  | Liga   | Copas Nacionales(1) | Copas Nacionales(1) | Copas Nacionales(1) | Torneos Internacionales(2) | Torneos Internacionales(2) | Torneos Internacionales(2) | Total(3) | Total(3) | Total(3) |
| Club | Temporada     | Part. | Goles | Asist. | Part.               | Goles               | Asist.              | Part.                      | Goles                      | Asist.                     | Part.    | Goles    | Asist.   |
| --- | ------------- | ----- | ----- | ------ | ------------------- | ------------------- | ------------------- | -------------------------- | -------------------------- | -------------------------- | -------- | -------- | -------- |
| José Gálvez · Perú | 2008          | 27    | 2     | 0      | -                   | -                   | -                   | -                          | -                          | -                          | 27       | 2        | 0        |
| José Gálvez · Perú | Total         | 27    | 2     | 0      | 0                   | 0                   | 0                   | 0                          | 0                          | 0                          | 27       | 2        | 0        |
| Sporting Cristal · Perú | 2009          | 23    | 0     | 0      | -                   | -                   | -                   | -                          | -                          | -                          | 23       | 0        | 0        |
| Sporting Cristal · Perú | 2010          | 36    | 4     | 2      | -                   | -                   | -                   | -                          | -                          | -                          | 36       | 4        | 2        |
| Sporting Cristal · Perú | 2011          | 27    | 1     | 1      | -                   | -                   | -                   | -                          | -                          | -                          | 27       | 1        | 1        |
| Sporting Cristal · Perú | 2012          | 35    | 2     | 0      | -                   | -                   | -                   | -                          | -                          | -                          | 35       | 2        | 0        |
| Sporting Cristal · Perú | 2014          | 36    | 2     | 9      | -                   | -                   | -                   | 2                          | 0                          | 0                          | 38       | 2        | 9        |
| Sporting Cristal · Perú | 2022          | 17    | 2     | 0      | 0                   | 0                   | 0                   | 5                          | 0                          | 1                          | 22       | 2        | 1        |
| Sporting Cristal · Perú | 2023          | 25    | 5     | 3      | 0                   | 0                   | 0                   | 10                         | 1                          | 1                          | 35       | 6        | 4        |
| Sporting Cristal · Perú | 2024          | 8     | 3     | 3      | 0                   | 0                   | 0                   | 2                          | 0                          | 0                          | 10       | 3        | 3        |
| Sporting Cristal · Perú | 2025          | 2     | 1     | 1      | 0                   | 0                   | 0                   | 0                          | 0                          | 0                          | 2        | 1        | 1        |
| Total | 199           | 16    | 15    | 0      | 0                   | 0                   | 17                  | 1                          | 2                          | 216                        | 17       | 17       |          |
| Vasco da Gama · Brasil | 2013          | 23    | 0     | 2      | 8                   | 0                   | 0                   | -                          | -                          | -                          | 31       | 0        | 2        |
| Vasco da Gama · Brasil | Total         | 23    | 0     | 2      | 8                   | 0                   | 0                   | 0                          | 0                          | 0                          | 31       | 0        | 2        |
| Malmö FF · Suecia | 2015          | 24    | 1     | 4      | 4                   | 0                   | 2                   | 10                         | 0                          | 1                          | 38       | 1        | 7        |
| Malmö FF · Suecia | 2016          | 19    | 0     | 9      | 5                   | 0                   | 1                   | -                          | -                          | -                          | 24       | 0        | 10       |
| Malmö FF · Suecia | 2017          | 15    | 2     | 4      | -                   | -                   | -                   | 2                          | 0                          | 0                          | 17       | 2        | 4        |
| Malmö FF · Suecia | Total         | 58    | 3     | 17     | 9                   | 0                   | 3                   | 12                         | 0                          | 1                          | 79       | 3        | 21       |
| Orlando City Estados Unidos | 2017          | 10    | 1     | 4      | -                   | -                   | -                   | -                          | -                          | -                          | 10       | 1        | 4        |
| Orlando City Estados Unidos | 2018          | 22    | 4     | 7      | -                   | -                   | -                   | -                          | -                          | -                          | 22       | 4        | 7        |
| Orlando City Estados Unidos | Total         | 32    | 5     | 11     | -                   | -                   | -                   | -                          | -                          | -                          | 32       | 5        | 11       |
| Cruz Azul · México | 2018-19       | 16    | 1     | 5      | 2                   | 1                   | 1                   | -                          | -                          | -                          | 18       | 2        | 6        |
| Cruz Azul · México | 2019-20       | 17    | 1     | 5      | 1                   | 0                   | 1                   | 5                          | 2                          | 0                          | 23       | 3        | 6        |
| Cruz Azul · México | 2020-21       | 39    | 1     | 1      | -                   | -                   | -                   | 4                          | 1                          | 0                          | 43       | 2        | 1        |
| Cruz Azul · México | 2021          | 13    | 1     | 0      | 1                   | 0                   | 0                   | 3                          | 0                          | 0                          | 17       | 1        | 0        |
| Cruz Azul · México | Total         | 85    | 4     | 11     | 4                   | 1                   | 2                   | 12                         | 3                          | 0                          | 101      | 8        | 13       |
| Total carrera | Total carrera | 424   | 78    | 56     | 21                  | 1                   | 5                   | 41                         | 4                          | 3                          | 486      | 83       | 64       |
| (1) Incluye datos de la Campeonato Carioca, Copa de Brasil, Copa Inca, Copa de Suecia, Copa de México y Supercopa de México. (2) Incluye datos de la Copa Libertadores, Liga de Campeones de la UEFA y Liga de Campeones de la Concacaf. |               |       |       |        |                     |                     |                     |                            |                            |                            |          |          |          |

## Palmarés

### Torneos cortos
| Título          | Club             | País | Año  |
| --------------- | ---------------- | ---- | ---- |
| Torneo Clausura | Sporting Cristal | Perú | 2014 |

### Títulos nacionales
| Título                    | Club             | País   | Año  |
| ------------------------- | ---------------- | ------ | ---- |
| Primera División del Perú | Sporting Cristal | Perú   | 2012 |
| Primera División del Perú | Sporting Cristal | Perú   | 2014 |
| Allsvenskan               | Malmö FF         | Suecia | 2016 |
| Allsvenskan               | Malmö FF         | Suecia | 2017 |
| Supercopa de México       | Cruz Azul        | México | 2019 |
| Liga MX                   | Cruz Azul        | México | 2021 |
| Campeón de Campeones      | Cruz Azul        | México | 2021 |

### Copas internacionales
| Título      | Club      | País   | Año  |
| ----------- | --------- | ------ | ---- |
| Leagues Cup | Cruz Azul | México | 2019 |

### Distinciones individuales
| Distinción | Año  |
| --- | ---- |
| «Mejor Lateral Izquierdo de América»                                                                                  | 2012 |
| Parte del Equipo Ideal de América                                                                                     | 2012 |
| Mejor lateral de la Primera División del Perú                                                                         | 2012 |
| Incluido en el XI ideal del Campeonato Descentralizado 2012                                                           | 2012 |
| Mejor lateral de la Primera División del Perú                                                                         | 2014 |
| Incluido en el once ideal de la fecha 4 en la Allsvenskan                                                             | 2017 |
| Incluido en el once ideal de la fecha 32 y 34 en la Major League Soccer                                               | 2018 |
| Elegido el mejor jugador de la última fecha de la Major League Soccer                                                 | 2018 |
| Incluido en el equipo de las estrellas de la Major League Soccer                                                      | 2018 |
| Elegido el mejor jugador del partido entre Perú y Suecia                                                              | 2018 |
| Elegido el mejor jugador en el debut de Cruz Azul en el Torneo Apertura 2019 (México)                                 | 2019 |
| Incluido en el once ideal de la fecha 9 y 10 de la Liga MX                                                            | 2019 |
| Incluido en el once ideal de la Copa América 2019 según el centro británico de estadísticas Opta                      | 2019 |
| Incluido en el equipo ideal de la fecha 15 del Torneo Clausura 2019 (México)                                          | 2019 |
| Volante con más pases acertados en campo rival de la Liga MX                                                          | 2019 |
| Elegido la figura del partido en la final de la Leagues Cup                                                           | 2019 |
| Jugador con más intercepciones (17) y recuperaciones (53) de la Copa América 2019                                     | 2019 |
| Mejor jugador del partido Perú vs Argentina por las Eliminatorias Sudamericanas rumbo a Catar 2022                    | 2020 |
| Incluido en el Equipo Ideal de la fecha 4 de las Eliminatorias Catar 2022 según SofaScore                             | 2020 |
| Jugador con más recuperaciones (21), pases claves (4) y quites (8) de la primera final del Torneo Guard1anes Clausura | 2021 |
| Jugador con más recuperaciones (38) en la fase de grupos de la Copa América 2021                                      | 2021 |
| Incluido en el Once Ideal de los cuartos de final de la Copa América 2021                                             | 2021 |
| Jugador con más recuperaciones de posesión (63) de la Copa América 2021                                               | 2021 |
| Futbolista peruano con más partidos en la historia de la Copa América                                                 | 2021 |
| Segundo jugador con más recuperaciones (86) de la Copa América 2021                                                   | 2021 |
| Jugador con más pases precisos (420) de la Copa América 2021                                                          | 2021 |
| Incluido en el XI ideal de la Copa América 2021 según la CONMEBOL                                                     | 2021 |
| Incluido en el Once Ideal de la fecha 4 de la Copa Libertadores 2023                                                  | 2023 |
| Incluido en el Once Ideal de la fecha 6 de la Eliminatorias Sudamericanas rumbo al Mundial 2026                       | 2023 |
| Incluido en el XI ideal de la Liga 1 2023                                                                             | 2023 |